# Kugluktuk

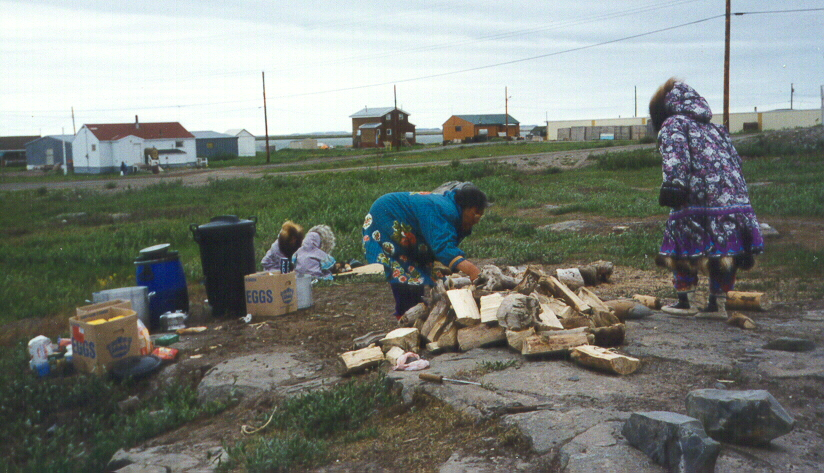
Inuit-kvinnor som förbereder Bannock i Kugluktuk

Kugluktuk, inuit Qurluktuk ( ᖁᕐᓗᖅᑐᖅ) och tidigare Coppermine, är ett samhälle i Kitikemot i det kanadensiska territoriet Nunavut, vid Coppermineflodens mynning. Det är det västligaste samhället i Nunavut, beläget nära gränsen mot Northwest Territories. Befolkningen uppgick år 2016 till 1 491 invånare.